# Sovescio
Il sovescio è una pratica agronomica consistente nell'interramento di materiale vegetale (di solito una coltura erbacea coltivata appositamente) con lo scopo di mantenere o aumentare la fertilità del terreno, apportando sostanza organica e, se si usano leguminose, azoto. Può essere totale se si interra tutta la pianta o parziale se se ne usa solo una parte.
È diffuso soprattutto nelle zone povere di letame. Il termine deriva dal latino subvĕrtere ‘rivoltare (vĕrtere) sotto (sŭb)’.
Dopo essere stato quasi abbandonato, è stato recuperato da molte aziende biologiche o che comunque adottano pratiche rispettose dell'ambiente.

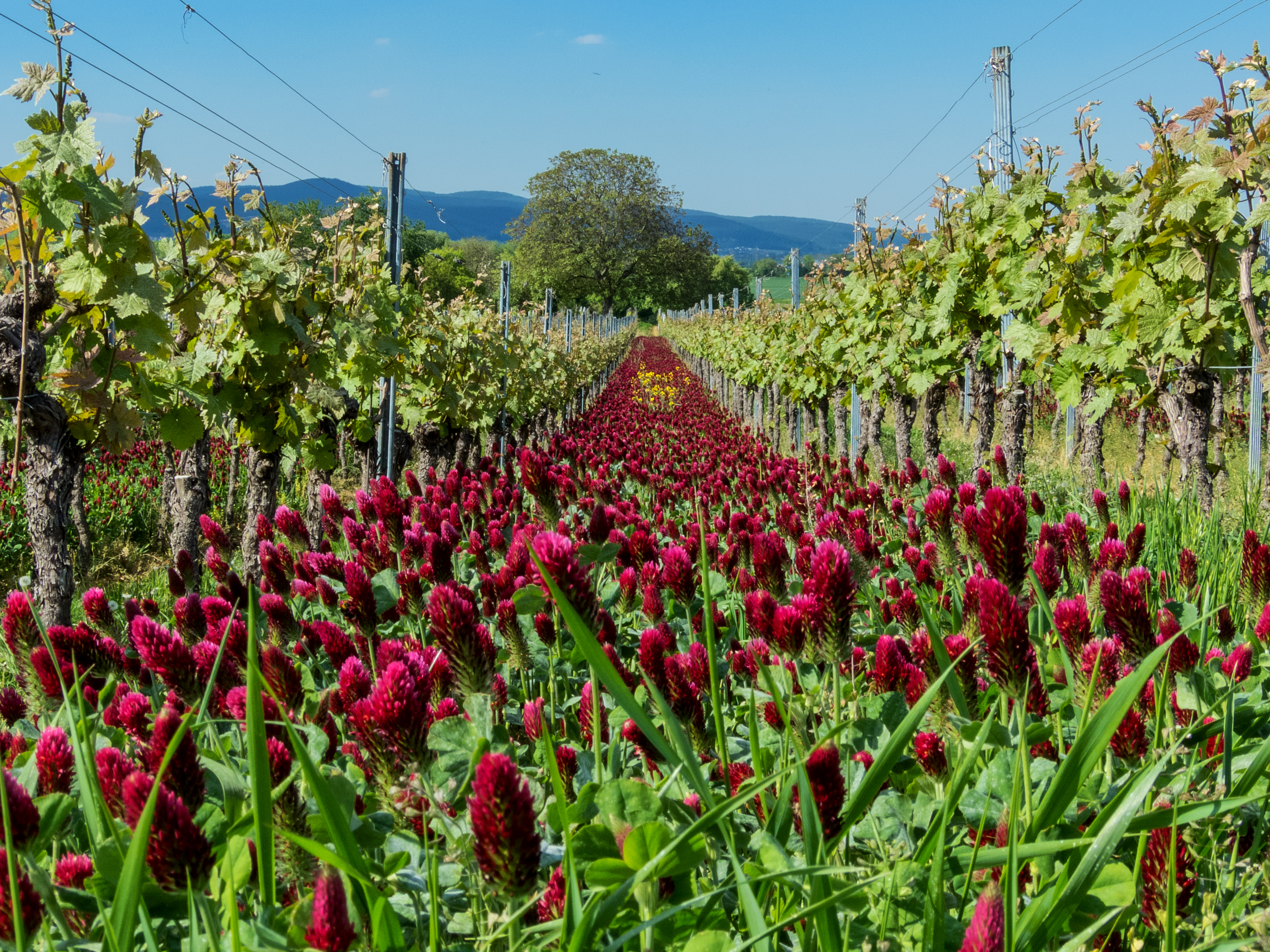
Trifoglio incarnato per sovescio in un vigneto

## Descrizione
Gli effetti del sovescio possono includere, anche a seconda delle specie usate:
- apporto di sostanza organica (4-7 t/ha), quindi miglioramento della struttura, e azoto al suolo;
- limitazione della perdita di nitrati;
- rallentamento dell'erosione (sia per il miglioramento della struttura, sia perché la presenza delle piante vive prima del sovescio limita l'azione degli agenti atmosferici);
- controllo delle infestazioni di nematodi;
- controllo delle piante infestanti.

Per il sovescio si usano soprattutto leguminose, perché sono in grado di fissare l'azoto atmosferico e quindi di contribuire significativamente a coprire il fabbisogno della coltura successiva (fino al 30% del fabbisogno totale, corrispondente al 40% circa dell'azoto presente nella coltura interrata).
Alle leguminose sono spesso mescolate graminacee per aumentare la biomassa.
Per varie ragioni non è chiaro se abbia senso usare il sovescio per concimare il terreno anche in climi caldo-aridi:
1. esso aumenta la capacità di immagazzinare acqua nel suolo ma la crescita della coltura ne perde molta per evapotraspirazione;
2. porta sostanza organica ma questo risultato si può ottenere anche usando la coltura per alimentare il bestiame e poi distribuire il letame;
3. migliora la qualità del suolo ma in questi climi la coltura da sovescio può crescere solo durante il periodo favorevole alla coltura principale, alla quale quindi ruba spazio.

In queste zone quindi il sovescio si fa soprattutto con colture intercalari o consociate o con le infestanti spontanee.